# اوزوماکی (مانگا)
اوزوماکی (うずまき, ت.ت. «مارپیچ») یک مجموعه مانگای ترسناک ژاپنی است که توسط جونجی ایتو نوشته و مصورسازی شده است. مجموعه که از سال ۱۹۹۸ تا ۱۹۹۹ به شکل سریالی در مجلهٔ سینن مانگای بیگ کامیک اسپیریت به چاپ می‌رسید، فصل‌های آن توسط انتشارات شوگاکوکان در سه جلد گردآوری شده و از اوت ۱۹۹۸ تا سپتامبر ۱۹۹۹ عرضه شدند. در مارس ۲۰۰۰، شوگاکوکان نسخه‌ای عامه از آن منتشر کرد و نسخهٔ دومی هم در اوت ۲۰۱۰ عرضه شد. در آمریکای شمالی ویز مدیا نسخه‌ای ترجمه شده به زبان انگلیسی از این مانگا را از فوریه ۲۰۰۱ تا اوت ۲۰۰۲  در ماهنامه پالپ به صورت سریالی به چاپ رساند.
داستان مجموعه دربارهٔ شهروندان کوروئوزو چو، شهری خیالی است که به واسطه یک نفرین فراطبیعی در برگیرندهٔ مارپیچ‌ها گرفتار شده‌اند. داستان اوزوماکی زمانی شروع شد که ایتو سعی کرد داستانی در مورد افرادی بنویسد که در خانه‌های سازمانی بسیار طولانی زندگی می‌کنند، و برای او الهام بخش گردید که از شکل مارپیچی برای رسیدن به طول مورد نظرش استفاده کند. ایتو معتقد است وحشت موجود در اوزوماکی به دلیل براندازی نمادهایی است که به‌طور مثبت در رسانه‌های ژاپنی به تصویر کشیده می‌شود و مضمون آن که قهرمان‌های اصلی داستان با نیروی اسرارآمیز و قوی‌تر از خودشان مبارزه می‌کنند. اوزوماکی همچنان مورد تحسین منتقدان قرار می‌گیرد، و بسیاری آن را شاهکار بزرگ ایتو می‌دانند.
با الهام از این مجموعه دو بازی ویدئویی برای کنسول بازی دستی واندرسوآن و یک فیلم لایو اکشن (۲۰۰۰)، به کارگردانی هیگوچینسکی دستمایه اقتباس قرار گرفته است. بر پایه نسخه مانگا یک مجموعه تلویزیونی انیمه چهار قسمتی نیز توسط استودیوهای فوگاکو و آکاتسوکی و محصول مشترک پروداکشن آی. جی و ادالت سویم مورد اقتباس قرار گرفت که از سپتامبر تا اکتبر ۲۰۲۴ در ایالات متحده و در برنامه تلویزیونی تونامی قبل از ژاپن پخش شد.

## داستان
اوزوماکی داستان یک نوجوان دبیرستانی، به نام کیریه گوشیما (五島桐絵)؛ دوست‌پسرش شوئیچی سایتو (斎藤秀一)؛ و شهروندان شهری کوچک و ساکت ژاپنی به نام کوروزو چو (黒渦ー町 شهر گرداب سیاه) را دنبال می‌کند، که توسط رویدادهای فراطبیعی شامل مارپیچ‌ها احاطه شده است.
با جلو رفتن داستان، کیریه و شوئیچی شاهد این هستند که چگونه نفرین مارپیچی بر افراد اطرافشان تأثیر می‌گذارد و باعث می‌شود شهروندان نسبت به مارپیچ‌ها وسواس پیدا کنند یا پارانوید شوند. شوئیچی پس از مرگ هر دو والدینش به دلیل قدرت‌های روحی و جسمی وحشتناک مارپیچ‌ها گوشه‌گیر و منزوی می‌شود، اما از طرفی توانایی تشخیص زمان وقوع نفرین مارپیچی را به دست می‌آورد، اگرچه اغلب تا زمانی که اثرات فراهنجار بعدی نفرین آشکار شود، نادیده گرفته می‌شود. در نهایت، کیریه نیز تحت تأثیر این نفرین قرار می‌گیرد، و زمانی که موهایش شروع به پیچیده شدن به شکل مارپیچ غیرطبیعی می‌شود، انرژی زندگی‌اش را برای هیپنوتیزم کردن شهروندان تخلیه می‌کند، و هر زمان که بخواهد موهایش را کوتاه کند او را خفه می‌کند. در نهایت شوئیچی موفق می‌شود موهای او را کوتاه کند و نجاتش دهد. نفرین همچنان به ایجاد بلا در شهر ادامه می‌دهد تا اینکه تیفون‌های شدیدی که توسط آن ایجاد شده‌اند، بیشتر ساختمان‌های شهر را ویران می‌کند. تنها ساختمان‌های باقی‌مانده، خانه‌های قدیمی تراس‌دار و متروکه هستند، که شهروندان ابتدا مجبور به نقل مکان به آن‌ها می‌شوند، و سپس با افزایش جمعیت شروع به گسترش آن‌ها می‌کنند.

## شخصیت‌ها
کیریه گوشیما
صداگذاری شده توسط: اوکی ساتاکه (ژاپنی); ابی تروت (انگلیسی)
شوئیچی سایتو
صداگذاری شده توسط: شین ایچیرو میکی (ژاپنی); رابی دیموند (انگلیسی)
یاسوئو گوشیما
صداگذاری شده توسط: توشیو فوروکاوا (ژاپنی); داگ استون (انگلیسی)
چیزوکو گوشیما
صداگذاری شده توسط: شینو کاکینوما (ژاپنی); دوروتی الیاس فان (انگلیسی)
میتسوئو گوشیما
صداگذاری شده توسط: یوکو سانپئی (ژاپنی); لورا اشتال (انگلیسی)
توشیو سایتو
صداگذاری شده توسط: تاکاشی ماتسویاما (ژاپنی); آرون لاپلانته (انگلیسی)
یوکیه سایتو
صداگذاری شده توسط: میکا دوی (ژاپنی); مونا مارشال (انگلیسی)
آزامی کوروتانی
صداگذاری شده توسط: ماریا ایسه (ژاپنی); کریستینا وی (انگلیسی)
توکوئو کاتایاما
صداگذاری شده توسط: کاتسوتوشی ماتسوزاکی (ژاپنی); مکس میتلمن (انگلیسی)
اوکادا
صداگذاری شده توسط: واتارو هاتانو (ژاپنی); کایجی تانگ (انگلیسی)
کازوکی تسومورا
صداگذاری شده توسط: تاتسومارو تاچیبانا (ژاپنی); شان چیپلاک (انگلیسی)
ایکوئو یوکوتا
صداگذاری شده توسط: کویچی توچیکا (ژاپنی); جونا اسکات (انگلیسی)
شیهو ایشیکاوا
صداگذاری شده توسط: آمی فوکوشیما (ژاپنی); اریکا مندز (انگلیسی)
کازونوری نیشیکی
صداگذاری شده توسط: یوتو اوئمورا (ژاپنی); خوی دائو (انگلیسی)
یوریکو اِندو
صداگذاری شده توسط: ساتومی هانامورا (ژاپنی); بریانا نیکرباکر (انگلیسی)
میتسورو یاماگوچی
صداگذاری شده توسط: کاپی یاماگوچی (ژاپنی); اریک اسکات کیمرر (انگلیسی)
کیوکو سکینو
صداگذاری شده توسط: یوکو هیکاسا (ژاپنی); جنی یوکوبوری (انگلیسی)
کیکو ناکایاما
صداگذاری شده توسط: شیوری کوشیکاوا (ژاپنی); امبر لی کانرز (انگلیسی)
واکابایاشی
صداگذاری شده توسط: یوجی اوئدا (ژاپنی); استیون فو (انگلیسی)
زن باردار ال
صداگذاری شده توسط: سومی شیماموتو (ژاپنی); لاریسا گالاگر (انگلیسی)
چیه مارویاما
صداگذاری شده توسط: آیی کوبایاشی (ژاپنی); کورتنی لین (انگلیسی)
تانیزاکی
صداگذاری شده توسط: ساتوشی میکامی (ژاپنی); پاتریک سایتز (انگلیسی)
رهبر قبیله پروانه
صداگذاری شده توسط: یوتو ناکانو (ژاپنی); کرک تورنتون (انگلیسی)
تاکه‌موتو
صداگذاری شده توسط: یوکیتو سوما (ژاپنی); برنت موکای (انگلیسی)

## رسانه‌ها

### فیلم لایو اکشن
در ۱۱ فوریه ۲۰۰۰، یک اقتباس لایو اکشن از اوزوماکی در ژاپن منتشر شد. این فیلم به کارگردانی هیگوچینسکی بود و بازیگرانی همچون اریکو هاتسونه در نقش کیریه گوشیما، شین اون-کیونگ در نقش چیه مارویاما، فی فان در نقش شوئیچی سایتو، کیکو تاکاهاشی در نقش یوکیه سایتو، رن اوسوگی در نقش توشیو سایتو و هیناکو سائکی در نقش کیوکو سکینو در آن حضور داشتند. این فیلم از چهار قسمت شامل («پیش آگاهی»، «فرسایش»، «بازدید» و «تناسخ») تشکیل شده است و به دلیل تولید فیلم قبل از پایان نسخهٔ مانگا، از پایانی متفاوت با مانگا برخوردار است.

### انیمه
در گردهمایی سالانه کرانچی‌رول اکسپو سال ۲۰۱۹، از یک مجموعه تلویزیونی انیمه ۴ قسمتی رونمایی شد. این مجموعه با همکاری پروداکشن آی. جی آمریکا و بازوی تولید داخلی ادالت سویم، یعنی استودیوی ویلیامز استریت تولید شده است. کارگردانی انیمه بر عهدهٔ هیروشی ناگاهاما است و کالین استتسون آهنگسازی آن را بر عهده دارد. این مجموعه در برنامه تلویزیونی تونامی از ادالت سویم قبل از ژاپن پخش شد.